# 農学校

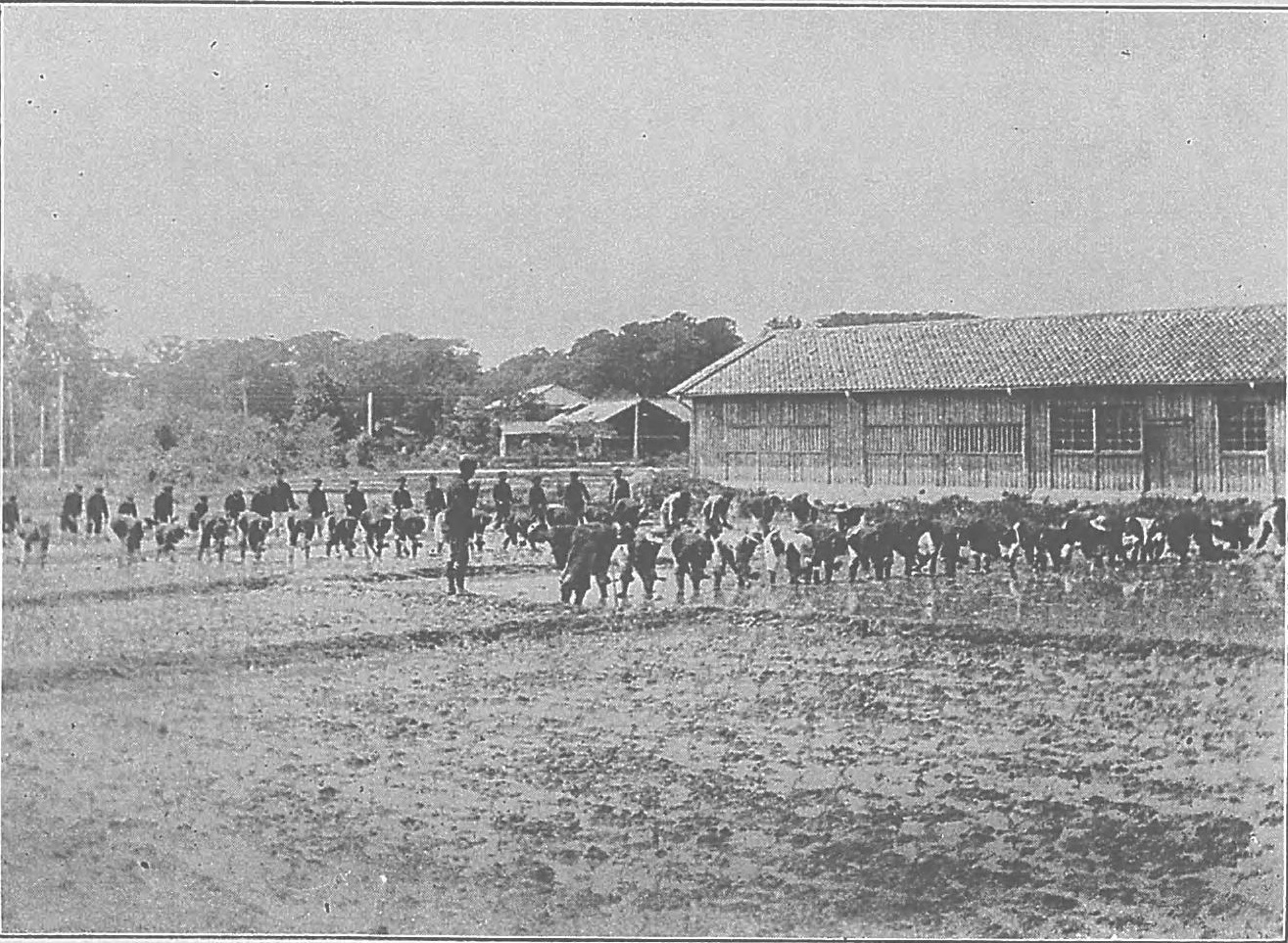
富山県立農学校実習風景（1909年）

農学校（のうがっこう、旧字体：農學校󠄁）は、戦前の日本において、農業を教授し、農学従事者を育成していた中等教育機関（実業学校）、または高等教育機関である。

## 歴史
- 1874年（明治7年） - 4月内務省は農事修学場を設置し、1876年10月授業を開始、1877年農学校と改称した[1]。
- 1878年（明治11年） - 1月24日内務省勧農局の農学校、東京駒場に新校舎が落成、駒場農学校として開校式[2]。
- 1881年（明治14年） - 小学校教則綱領。後に小学校農業科が発展。
- 1883年（明治16年） - 4月11日「農学校通則」が制定される（文部省の実業教育にかんする法令の初め。3年後に廃止）。制定時にはすでに10校もの公立農業学校が存在[3]。
- 1886年（明治19年） - 中学校令の施行により尋常中学校に農業専修科が置かれる。後に簡易農学校へと発展。7月23日駒場農学校と東京山林学校を合併し東京農林学校を設立（勅令）。
- 1894年（明治27年） - 「簡易農学校規定」が制定される。
- 1899年（明治32年）2月 - 実業学校令の施行に伴い、農業学校規程が制定される。（農学校の最初の形式的確立）
  - 修業年限と入学資格で甲種（年齢14年以上、修業年限4箇年の高等小学校卒業またはこれと同等以上の学力のある者を収容する3年課程）と乙種（年齢12年以上、修業年限4箇年の尋常小学校卒業あるいはこれと同等以上の学力のある者を収容する3年以内の課程）の2種に分けられたが、後に法規上の区別は廃された。
- 1922年（大正11年）1月15日 - 文部省令第4号により農学校に関して以下のように規定される。
  - 修業年限 - 尋常小学校卒業程度を入学資格とする場合は2年ないし3年である。いずれも特別の必要のある場合に限り1年以内、これを延長することができる。
  - 学科 - 土地の状況によって農業、養蚕、園芸、畜産、林業のうち1学科または複数の学科が置かれる。
    - 学科目 - 修身、公民科、国語、数学、物理および化学、博物、体操（武道を含む）、農業にかんする学科目および実習であり、修業年限、土地の状況等によって地理、歴史、簿記、図画、手工、外国語、工業、商業、水産その他の学科目を加設することができる。女子については家事と裁縫を必修科目に加える。
    - 農業に関する学科目 - 作物、園芸、土壌、肥料、作物病虫害、畜産、家畜生理、蚕病、製糸、農業経済、造林、森林保護、森林利用、森林数学、森林経理、農林工学、獣医その他必要な事項から選択する。
    - 毎週教授時数は実習をのぞいて24時間以内とし、実習は1箇年につき2か月以内を課すことができる。

  - 本科生の他に中学校または高等女学校卒業者のために二部、特別な希望者のために選科および専修科がある。
  - 獣医学校（農学校の一種）
    - 修業年限 - 4年（特別の必要があるときは1年以内、延長することができる）
    - 入学資格 - 年齢14年以上、高等小学校卒業程度の学力を有するものを収容する。
    - 学科目 - 農学校とほとんど同じだが、実業に関する学科目および実習は獣医に関するものであり、解剖および組織、生理、病理、衛生、薬物および調剤、内科、外科、産科、獣医警察、蹄鉄、畜産等である。
- 1948年（昭和23年）4月1日 - 学制改革により、農学校は廃止され大半が新制の農業高等学校となった。

## おもな農学校

### 北海道
- 札幌農学校（1876年、現：北海道大学）
- 北海道野幌機農学校（1942年、後、野幌機農高等学校をへて 学校法人酪農学園、酪農学園大学附属とわの森三愛高等学校　酪農学園大学短期大学部へ）
- 北海道立静内農学校（現・北海道静内高等学校）

### 東北地方
青森県
- 青森県農学校（1898年）、青森県畜産学校、青森県立三本木農業学校（青森県立三本木農業高等学校）
- 青森専門学校農学科（1880年）
- 北津軽郡立農学校、南津軽郡立農学校を合併し青森県立農学校青森県五所川原農学校、（1902年、現青森県立五所川原農林高等学校）
- 柏木町村他4ヶ村組合立柏木町農学校、青森県立柏木町農学校（1926年、現：青森県立柏木農業高等学校）
- 学校組合立青森県名久井農業学校（1944年、現青森県立名久井農業高等学校）

岩手県
- 岩手県農学校、岩手県立農学校（岩手県農事講習所と獣医学校）（現：岩手県立盛岡農業高等学校）
- 岩手県稗貫農学校、花巻農学校（現：岩手県立花巻農業高等学校）
- 岩手県胆沢農学校、岩手県立水沢農学校（現：岩手県立水沢農業高等学校）
- 岩手県気仙農学校（1920年、岩手県立大船渡農業高等学校、現：岩手県立大船渡高等学校）

宮城県
- 宮城農学校併設宮城青年師範学校
- 宮城県農事講習所（1881年）、宮城農学校、県立宮城農学校、宮城県立宮城農学校、宮城農学校（現：宮城県農業高等学校）
- 宮城農学校（1885年）、県立宮城農学校、宮城県立宮城農学校（宮城県農業短期大学）
- 黒川農学校（1901年）、黒川郡立黒川農学校、宮城県黒川農学校（現：宮城県黒川高等学校）
- 宮城県柴田郡立蚕業講習所、宮城県柴田農学校、宮城県柴田農林学校（現：宮城県柴田農林高等学校）
- 宮城県伊具農蚕学校（1920年：宮城県伊具高等学校）
- 亘理郡立亘理簡易養蚕学校（1898年）、亘理郡立亘理農蚕学校、宮城県亘理蚕業学校、宮城県亘理養蚕園芸学校、宮城県亘理農蚕学校（現：宮城県亘理高等学校）
- 加美郡立加美蚕業学校（1900年）、宮城県加美農蚕学校（現：宮城県加美農業高等学校）
- 私立養蚕伝習所（1882年）、遠田郡立養蚕伝習所、遠田郡簡易農学校、遠田郡農学校、郡立遠田郡甲種農学校、宮城県立小牛田農林学校、宮城県小牛田農林学校（現：宮城県小牛田農林高等学校）
- 遠田郡簡易農学校 田尻分校（1896年）、遠田郡農学校 田尻分校、宮城県立小牛田農林学校 田尻分校（現：宮城県田尻さくら高等学校）
- 遠田郡南郷村立国民高等学校（1931年）、宮城県南郷農学校（現：宮城県南郷高等学校）
- 栗原郡立簡易農学校（1989年）、栗原農学校（現：宮城県迫桜高等学校）
- 上沼村立宮城県上沼実業学校（1943年）、宮城県上沼農学校、宮城県上沼農業高等学校（現：宮城県上沼高等学校）
- 宮城県津谷農林学校（1946年）、宮城県津谷農林高等学校、宮城県津谷高等学校（現：宮城県本吉響高等学校）

秋田県
- 秋田県簡易農学校、秋田農学校（1895年、現：秋田県立大曲農業高等学校）

山形県
- 山形県立置賜農学校（現：山形県立置賜農業高等学校）
- 北村山郡立農学校、山形県立村山農学校（1895年簡易農学校として。山形県立楯岡第一高等学校、山形県立村山農業高等学校）
- 山形県立村山農学校内臨時実業教員養成所（1914年、山形青年師範学校）

福島県
- 郡山農学校（1880年、福島県郡山学校内）
- 福島県立農学校農業教員養成所（1913年、福島青年師範学校）
- 福島県信夫郡立農学校、県立蚕業学校、福島県立蚕業農学校、合併し福島県立福島農学校、福島県立福島農蚕高等学校（1910年、現：福島県立福島明成高等学校）
- 福島県西白河郡農学校、福島県立農学校、福島県立岩瀬農学校（1908年、福島県立岩瀬農業高等学校）
- 河沼郡立農学校、福島県立会津農林学校（1907年、現：福島県立会津農林高等学校）
- 小高実践女学校、小高実業専修学校、福島県小高農学校（福島県立小高農業高等学校、現：福島県立小高商業高等学校）
- 福島県大沼郡高田町大沼実業学校、福島県立大沼農学校（現：福島県立大沼高等学校）
- 福島県立東白川農蚕学校、福島県立東白川農学校（福島県立東白川農業高等学校 現：福島県立東白川農商高等学校）
- 白河町立福島県白河農学校（現：福島県立白河実業高等学校）

### 関東地方
茨城県
- 茨城県農学校、茨城県立農学校、茨城県立水戸農学校（1899年、茨城県中央農事講習所から簡易農学校1896年をへて　現：茨城県立水戸農業高等学校）
- 茨城県立農学校附属農業教員養成所（1903年、茨城青年師範学校）
- 茨城県江戸崎町他三ヶ村組合立農学校、稲敷郡立江戸崎農学校（1907年、現：茨城県立江戸崎総合高等学校）
- 茨城県谷田部実業学校、茨城県谷田部農学校（茨城県立谷田部高等学校→茨城県立つくば工科高等学校）
- 茨城県村組合立農学校、西茨城郡立農学校、茨城県立笠間農学校（現：茨城県立笠間高等学校）
- 茨城県結城蚕業学校、結城町立結城農学校、茨城県立結城農学校（茨城県立結城農業高等学校→現：茨城県立結城第一高等学校）
- 茨城県鹿島郡立鹿島農学校、茨城県立鹿島農学校（茨城県立鹿島農業高等学校→茨城県立鹿島高等学校）
- 茨城県鉾田町他3ケ村組合立農学校（1910年）
- 茨城県北相馬郡北総実修学校、茨城県立取手農学校、茨城県立取手園芸学校、茨城県立取手農芸学校（現：茨城県立取手第一高等学校）
- 村立小瀬農学校、茨城県小瀬農学校、茨城県立小瀬農学校（現：茨城県立小瀬高等学校）
- 新治郡立農学校、茨城県立石岡農学校（茨城県立石岡高等学校→茨城県立石岡第一高等学校）
- 茨城県立石岡農学校（現：茨城県立石岡第一高等学校）

栃木県
- 栃木県農学校（1895年、簡易農学校から、現：栃木県立宇都宮白楊高等学校）
- 栃木県実業補習学校教員養成所（県立宇都宮農学校内　栃木青年師範学校）
- 下延生農業補習学校、上野原農学校、上野原農学寮（現：栃木県農業大学校）
- 栃木県喜連川農学校（栃木県立喜連川高等学校、現：栃木県立さくら清修高等学校）
- 小山公民実業学校、小山実業学校、栃木県立小山農学校（栃木県立小山高等学校、栃木県立小山園芸高等学校、現：栃木県立小山北桜高等学校）
- 栃木県下都賀郡立栃木農学校、栃木県立栃木農学校（1907年、現：栃木県立栃木農業高等学校）
- 栃木県立那須農学校（1945年、現：栃木県立那須拓陽高等学校）
- 栃木県立馬頭農学校（1946年、現：栃木県立馬頭高等学校）
- 組合立茂木農学校、栃木県立茂木農学校（現：栃木県立茂木高等学校）
- 塩谷郡立農林学校、栃木県立矢板農学校（栃木県立矢板高等女学校本校、現：栃木県立矢板高等学校）
- 栃木県立矢板農学校（栃木県立矢板高等学校、現：栃木県立矢板東高等学校）

群馬県
- 群馬県佐波郡立農学校 （現：群馬県立伊勢崎興陽高等学校 ）
- 群馬県吾妻農学校、群馬県農学校、群馬県立農学校 群馬県立農業学校、群馬県立中之条農業学校 群馬県中之条農学校（1899年、群馬県立中之条高等学校を経て、現：群馬県立吾妻中央高等学校）
- 大間々農業学校（1900年、現：群馬県立大間々高等学校）
- 勢多郡立農林学校、群馬県立勢多農林学校（1908年、現：群馬県立勢多農林高等学校）
- 群馬県立蚕糸学校（1913年、群馬県立安中実業高等学校を経て、現：群馬県立安中総合学園高等学校）
- 利根郡立実業学校（1919年、現：群馬県立利根実業高等学校）
- 小幡町立小幡実業補習学校農学部、群馬県北甘楽郡農業学校（1925年、現：群馬県立富岡実業高等学校）
- 群馬県立館林農業学校（現：群馬県立大泉高等学校）

埼玉県
- 埼玉県秩父郡立農学校（現：埼玉県立秩父農工高等学校）
- 埼玉県立甲種熊谷農学校（1902年、埼玉県立熊谷農業高等学校）
- 埼玉県実業補習学校教員養成所（1922年、熊谷農学校内　埼玉青年師範学校）
- 埼玉県児玉農学校（現：埼玉県立児玉白楊高等学校）
- 豊岡町その他9ヶ村学校組合立豊岡農学校、埼玉県立豊岡実業学校（埼玉県立豊岡実業高等学校を経て、現：埼玉県立豊岡高等学校）
- 埼玉県与野農学校（戦後、埼玉県立与野高等学校園芸科。1962年閉科と同年に農民講道館農業高等学校跡地に、埼玉県立与野農工高等学校〔現：埼玉県立いずみ高等学校〕を新設）
- 坂戸町他1町5ヶ村学校組合立坂戸実務学校（現：筑波大学附属坂戸高等学校）

千葉県
- 小御門村立小御門農学校、香取郡立小御門農学校、千葉県立小御門農学校（1910年、千葉県立小御門農業高等学校、現：千葉県立下総高等学校）
- 千葉県中村外5か村組合立周准農学校、中村外9か村組合周准農学校、千葉県立周准農学校（1910年、千葉県立周准農業高等学校、千葉県立上総高等学校）
- 千葉県立茂原農学校（1897年、千葉県立茂原農業高校を経て、現：千葉県立茂原樟陽高等学校）
  - 千葉県立茂原農学校附属農業教員養成科（1920年、千葉青年師範学校）
- 千葉県海上郡立農学校、千葉県立旭農学校（1911年、現：千葉県立旭農業高等学校）
- 千葉県立印西農学校（千葉県印西実科女学校と合併、現：千葉県立印旛高等学校）
- 君津郡立小櫃農学校、君津実業中等学校、千葉県立君津農林学校（現：千葉県立君津青葉高等学校）
- 小見川町立小見川農学校、千葉県立小見川農学校（1922年、千葉県立小見川実業高等学校、現：千葉県立小見川高等学校）
- 千葉県立八生農学校、千葉県立印旛実業学校分校八生農学校（千葉県立八生農業高等学校、現：千葉県立成田西陵高等学校）
- 千葉県東葛飾郡立野田農学校、千葉県立野田農学校（1919年、現：千葉県立清水高等学校）
- 多古町立多古農学校（1907年、県立多古実業高等学校、現：千葉県立多古高等学校）
- 湊町6ヶ村組合立天羽農学校、君津郡立天羽農学校（現：千葉県立天羽高等学校）
- 山武郡片貝町立片貝女子農学校（現：千葉県立東金高等学校）
- 興亜農林学校、船橋農林学校、習志野農学校（組合立習志野農業高等学校、現：千葉県立薬園台高等学校）
- 安房郡立千葉県安房農業水産学校、千葉県立安房農学校（1922年、千葉県立安房農業高等学校を経て、現：千葉県立安房拓心高等学校）

東京都
- 駒場農学校（1978年、後東京山林学校と合併し東京農林学校、帝国大学農科大学を経て、現東京大学農学部、筑波大学。農科大学実科は東京高等農林学校を経て、現東京農工大学）
- 東京農学校（徳川育英会育英黌農業科 1897年大日本農会付属東京高等農学校 東京高等造園学校は東京高等農学校緑地科へ　後、東京農業大学）
- 蚕業講習所（1896年、後、東京高等蚕糸学校、東京高等農林学校らと東京農工大学へ）
- 麻布獣医畜産学校（1912年、麻布大学）
- 学農祉農学校（1875年-1884年）
- 東京北多摩郡立農業学校（東京都立農業高等学校）
- 東京府立園芸学校（東京都立園芸高等学校）
- 東京府立農林学校（東京都立農林高等学校）
- 東京中野町外13か村郡立農業補習学校（東京都立農芸高等学校）
- 東京都大島六ヶ村学校組合立東京都大島農林学校、東京都立大島農林学校 （1944年、東京都立大島高等学校、水産科は東京都立大島海洋国際高等学校）

神奈川県
- 中郡立農業学校（1902年、神奈川県立農業学校を経て、現：神奈川県立平塚農業高等学校）
- 愛甲郡立農業補習学校（1906年、神奈川県立愛甲農業学校を経て、現：神奈川県立中央農業高等学校）
- 足柄上郡農業補習学校（1907年、神奈川県立吉田島農林高等学校を経て、現：神奈川県立吉田島高等学校）
- 組合立乙種鳩川農学校（1911年、組合立鳩川実科高等女学校）
- 神奈川県立農蚕学校（1922年、神奈川県立相原農蚕学校を経て、現：神奈川県立相原高等学校）

### 中部地方
山梨県
- 山梨県農学校（1882年の山梨県農事講習所から）
- 山梨県立農蚕学校（1895年の山梨県養蚕講習所から、山梨県立山梨園芸高等学校を経て、現：山梨県立笛吹高等学校）
- 山梨県立農林学校（1904年、現：山梨県立農林高等学校）
- 山梨県立峡北農学校（1919年の北巨摩郡立農学校から、山梨県立峡北農業高等学校を経て、現：山梨県立北杜高等学校）

新潟県
- 新潟農学校（新潟勧農場1875年から）
- 新潟県立加茂農林学校（新潟県立農林専門学校 (旧制)、新潟県立加茂農林高等学校）
- 新潟県古志郡立上組農学校、新潟県立上組農学校（1908年、新潟県立上組農業高等学校、新潟県立長岡農業高等学校）
- 佐渡郡新穂村畑野村組合立佐渡農学校、佐渡郡立佐渡農学校、新潟県立佐渡農学校（1910年、現：新潟県立佐渡総合高等学校）
- 新潟県立高田農学校（1899年、現：新潟県立高田農業高等学校）
- 新潟県立巻農学校（現：新潟県立巻総合高等学校）
- 中頸城郡立吉川農学校（1910年、現：新潟県立吉川高等学校）
- 新潟県立水原農学校（1911年、現：新潟県立水原高等学校）
- 新潟県北蒲原郡立中条農学校、新潟県立中条農学校（1910年、新潟県立中条農業高等学校 現：新潟県立中条高等学校
- 刈羽郡立農業学校、新潟県立柏崎農学校（新潟県立柏崎農業高等学校、現：新潟県立柏崎総合高等学校）
- 中頸城郡立新井農学校（現：新潟県立新井高等学校）
- 北蒲原郡立新発田農学校、新潟県立新発田農学校（1911年、現：新潟県立新発田農業高等学校）

富山県
- 富山県簡易農学校（1894年、現、富山県立南砺福野高等学校）
- 富山県桜井農学校（現：富山県立桜井高等学校）
- 富山県立小杉農業公民学校、富山県立小杉農学校（富山県立小杉高等学校 現：富山県立小杉高等学校）
- 富山県立上市農学校（1921年、郡立農業学校を併設  現：富山県立上市高等学校）
- 富山県立入善農学校（現：富山県立入善高等学校）
- 富山県立婦負農学校（1923年、現：富山県立富山西高等学校）
- 氷見郡立農学校、富山県氷見郡農会立氷見農学校（1919年、現：富山県立有磯高等学校）

石川県
- 石川県農学校、石川県立農学校、石川県立松任農学校（農業講習所1877年から。のち石川県立松任農業高等学校 石川県立翠星高等学校）
- 石川県立農学校附設石川県立農業教員養成所（1918年、石川青年師範学校）
- 啓明学校、石川県専門学校（第四高等学校 (旧制)へ）
- 穴水町立穴水農学校、石川県穴水高等学校（1946年、現：石川県立穴水高等学校）
- 石川県立津幡農学校（石川県立津幡高等女学校と統合し、石川県立津幡高等学校に）

福井県
- 福井県農事講習所（第一種、農学校に類する）⇒ 県立福井農学校 ⇒ 県立福井農林学校（現：福井県立福井農林高等学校）
- 坂井郡立農学校、福井県立坂井農学校（1917年、現：福井県立坂井高等学校）
- 下庄村立大野農学校、福井県立大野農林学校（現：福井県立大野高等学校）
- 今立郡今立農学校 ⇒ 福井県立今立農学校（現：福井県立鯖江高等学校）
- 遠敷郡立遠敷農林学校 ⇒ 福井県立遠敷農林学校（現：福井県立若狭東高等学校）

長野県
- 小県蚕業学校、長野県上田農業学校（1892年、現：長野県上田東高等学校）
- 長野県組合立南安南部農蚕学校、長野県南安曇農蚕学校（1910年、現：長野県梓川高等学校）
- 南佐久郡立農学校、長野県南佐久農学校、長野県南佐久農蚕学校（現：長野県臼田高等学校）
- 南佐久郡農学校臼南分校（1907年、現：長野県小海高等学校）
- 東筑摩郡立南部乙種農学校（1911年、現：長野県塩尻志学館高等学校）
- 郡立長野県下伊那農学校（1920年、現：長野県下伊那農業高等学校）
- 更級郡立乙種農学校（1907年、現：長野県更級農業高等学校）
- 郡立上伊那簡易農学校（1895年、現：長野県上伊那農業高等学校）
- 上高井郡立乙種農学校、長野県上高井農学校（1912年、現：長野県須坂園芸高等学校）
- 組合立西部農学校（1909年、現：長野県中条高等学校）
- 長野県下高井農学校、長野県中野農商学校（現：長野県中野実業高等学校）
- 長野県小県農学校（現：長野県東御清翔高等学校）
- 長野県東筑摩農学校（現長野県塩尻志学館高等学校）
- 上水内郡組合立東部農学校、長野県上水内農学校（1908年、現：長野県長野吉田高等学校）
- 長野県南安曇農学校（1920年、現：長野県南安曇農業高等学校）
- 長野県諏訪郡南部実科中等学校、長野県諏訪農学校（長野県諏訪農業高等学校 現：長野県富士見高等学校）
- 長野県学校組合立南安北部農学校（1914年、現：長野県穂高商業高等学校）
- 長野県北佐久郡立岩村田農学校、長野県北佐久農学校（甲種実業学校 現：長野県北佐久農業高等学校）
- 上水内郡組合立北部農学校、長野県上水内郡北部農学校（1909年、現：長野県北部高等学校）
- 郡立乙種農林学校、長野県下高井農林学校（1906年、現：長野県下高井農林高等学校）
- 蓼科乙種農学校、北佐久郡立蓼科乙種農学校（1902年、現：長野県蓼科高等学校）
- 長野青年師範学校

岐阜県
- 岐阜農学校（1876年）岐阜県農学校、岐阜県立農学校（1880年、岐阜県立岐阜農林高等学校）
- 岐阜県農学校華陽学校師範学部農学部（岐阜師範学校）
- 岐阜県安八郡立農学校 安八農学校（1921年、岐阜県立大垣養老高等学校）
- 加茂郡立農林学校（1911年、岐阜県立加茂高等学校）
- 岐阜県郡上郡立農林学校（1921年、岐阜県立八幡高等学校と統合し岐阜県立郡上高等学校）
- 揖斐郡立揖斐農林学校(1919年、岐阜県立揖斐高等学校）
- 可児郡農業学校（1921年、現：岐阜県立東濃実業高等学校）

静岡県
- 静岡県安倍郡立安倍農学校、静岡農学校（1914年、静岡県立静岡農業高等学校）
- 静岡県立安倍農学校 併設 静岡青年師範学校
- 静岡県立農学校、静岡県立中泉農学校 （1901年、静岡県立磐田農業高等学校）
- 静岡県池新田村外9か村組合立池新田農学校、静岡県立池新田農学校（1929年、静岡県立池新田高等学校）
- 静岡県立引佐農林学校、静岡県立引佐農学校（1926年、県立引佐農高、県立引佐高校 を経て、現：静岡県立浜松湖北高等学校）
- 厨町外10ヶ所町村学校組合立御殿場農学校、御殿場実業学校、静岡県立御殿場実業学校（現：静岡県立御殿場高等学校）
- 北狩野村他七ヶ村学校組合立中豆農学校（1941年、現：静岡県立伊豆総合高等学校）
- 小笠郡立静岡県小笠農学校、静岡県立小笠農学校（1913年、静岡県立小笠農業高等学校 現：静岡県立小笠高等学校）
- 沼津農学校（現：静岡県立沼津城北高等学校）
- 静岡県中遠農学校、静岡県立中泉農学校（1899年、静岡県立静岡農科大学併設　静岡県立磐田農業高等学校）
- 静岡県志太郡立農学校、静岡県藤枝農学校（1903年、静岡県立藤枝農業高等学校 現静岡県立藤枝北高等学校）
- 静岡県立大宮農学校、静岡県立富士宮農学校（1919年、静岡県立富士宮農業高等学校 現：静岡県立富岳館高等学校

愛知県
- 愛知県立農林学校（愛知県立安城農林高等学校）
- 愛知県郡立農学校（1922年、愛知県立猿投農林高等学校）
- 愛知県西加茂郡立農学校（1906年、愛知県立猿投農林高等学校）
- 幡豆郡立農蚕学校 ⇒（愛知県立蚕糸学校に合併）⇒ 愛知県立西尾実業学校（1909年、現：愛知県立鶴城丘高等学校）
- 愛知県宝飯郡立西部農学校→宝飯郡立実業学校→愛知県立蒲郡農学校（愛知県立蒲郡高等学校）
- 愛知県稲沢町立園芸学校、愛知県立農学校、愛知県立稲沢農業学校（1923年県立移管、愛知県立稲沢高等学校）
- 愛知県岩津農商学校、岩津農学校（愛知県立岩津農業高等学校、愛知県立岩津高等学校）
- 愛知県知多郡簡易農学校、知多郡農学校、愛知県半田農業学校（1889年、愛知県立半田農業高等学校）
- 愛知県立農蚕学校（愛知県立新城高等学校）
- 愛知県立鳳来寺女子農学校（愛知県立新城高校鳳来寺分校、 愛知県立鳳来寺高等学校）
- 愛知県作手農林学校 （新城高校作手分校、県立作手高校を経て、現：愛知県立新城東高等学校作手校舎）
- 愛知県立田口農林学校 （1940年、愛知県立田口高等学校）
- 滝実業学校農業部（滝中学校・高等学校）

三重県
- 三重県明野農場伝習所 （現：三重県立明野高等学校）
- 三重県立農林学校（1904年、現：三重県立久居農林高等学校）
- 三重県立員弁農学校（1922年、現：三重県立いなべ総合学園高等学校）
- 郡立鈴鹿農学校（1912年、1929年県立河原田農学校に合併）
- 三重農学校 ⇒ 三重県立河原田農学校（現：三重県立四日市農芸高等学校）
- 上野市立農学校（県立上野高校農業科、県立上野農業高校を経て、現：三重県立伊賀白鳳高等学校）
- 三重県立名賀農学校（三重県立名張高等学校農業科を経て、県立上野農業高校と併合）

### 近畿地方
滋賀県
- 伊香農学校（1894年、現：滋賀県立伊香高等学校）
- 甲南町立甲南女子農学校、滋賀県立甲南女子農学校（現：滋賀県立甲南高等学校）
- 滋賀県立滋賀県農学校、滋賀県立長浜農学校（1899年、滋賀県立長浜農業高等学校）
- 滋賀県立長浜農学校附設滋賀県立農業教員養成所（滋賀青年師範学校）
- 滋賀県立栗太農学校（1922年、滋賀県立草津高等学校農業科を経て、現：滋賀県立湖南農業高等学校）
- 滋賀県立神崎農学校（現：滋賀県立八日市南高等学校）

京都府
- 京都府農牧学校（1876年）
- 京都府蚕糸堂剛組合立養蚕高等伝習所
- 京都蚕業講習所（後、京都高等蚕糸学校、京都工芸繊維大学へ）
- 京都府簡易農学校,京都府立農学校（1899年、後、京都府立農林専門学校 (旧制)、京都府立大学）
- 京都府農業学校教員養成所京都青年師範学校
- 京都府立亀岡農学校（現：京都府立亀岡高等学校）
- 京都府立須知農学校となる（現：京都府立須知高等学校）
- 福知山市立農学校（1944年、現：京都府立福知山高等学校）
- 桃山農学校
- 相楽郡立農学校、相楽郡立農林学校、京都府立木津農学校（1901年、現：京都府立木津高等学校）

大阪府
- 大阪府立農学校（1888年、獣医科は大阪獣医畜産専門学校 (旧制)、大阪農業専門学校 (旧制)、大阪府立大学）
- 大阪府立農学校併設農業学校教員養成所（大阪青年師範学校）
- 大阪府立天王寺農学校
- 堺労農学校（1931年）
- 大阪府黒山実業学校、大阪府立黒山農学校、大阪府立農芸学校（現：大阪府立農芸高等学校）

兵庫県
- 兵庫県簡易農学校、兵庫県農学校（1897年、兵庫県立農業高等学校）
- 兵庫県立農学校甲種別科（1919年、兵庫青年師範学校）
- 公立青年学校多紀郡実業高等公民学校、兵庫県立篠山農学校（兵庫県立篠山農業高等学校 現：兵庫県立篠山産業高等学校）
- 上郡農学校（1906年、現：兵庫県立上郡高等学校）

奈良県
- 奈良県添上農学校、奈良県立添上農学校（奈良県立添上農業高等学校を経て、現：奈良県立添上高等学校）
- 奈良県立磯城農学校（旧田原本農業高等学校、磯城野高等学校）
- 奈良県立農林学校、奈良青年師範学校
- 豊農塾、組合立山辺農学校（1946年、奈良県立山辺農業高等学校 現：奈良県立山辺高等学校）

和歌山県
- 和歌山県立紀北農業学校（1923年、現：和歌山県立那賀高等学校）
- 組合立上富田実業学校、和歌山県立西牟婁農学校、和歌山県立熊野農林学校、和歌山県立熊野林学校（1923年、現：和歌山県立熊野高等学校）

### 中国地方
鳥取県
- 久米川村農学校、倉吉農学校、鳥取県立農学校（1881年、現：鳥取県立倉吉農業高等学校）
- 鳥取県立農業学校教員養成所（1918年鳥取青年師範学校）
- 鳥取県立智頭農林学校（1939年、現：鳥取県立智頭農林高等学校）

島根県
- 能義郡立農業学校、県立安来農学校（現：島根県立安来高等学校）
- 島根県農林学校、島根県立松江農林学校（現：島根県立松江農林高等学校）
- 仁多郡立農学校として創立（1919年、現：島根県立横田高等学校）
- 島根県簸川郡平田町外十村学校組合立平田農学校、島根県立簸川郡平田農学校に改称（1916年、現：島根県立平田高等学校）
- 島根県立今市農業学校（1933年、現：島根県立出雲農林高等学校）
- 邇摩郡立石東農学校、島根県立石東農学校（1903年、現：島根県立邇摩高等学校）
- 島根県立益田農林学校（1921、現：島根県立益田翔陽高等学校）

岡山県
- 岡山県農事講習所、岡山県農学校、岡山県高松農学校（1899年、現：岡山県立高松農業高等学校）
- 岡山県実業学校教員養成所（1922年、岡山県高松農学校内　岡山青年師範学校
- 井原町立岡山県井原実業学校、岡山県後月農学校、岡山県立井原高等学校（現：岡山県立精研高等学校）
- 岡山県興除農学校、岡山県興除農学校（1929年、現：岡山県立興陽高等学校）
- 有功学舎、勝田郡立農林学校、岡山県立勝間田農林学校（1879年、現：岡山県立勝間田高等学校）

広島県
- 広島農学校（1879年）
- 広島県立農業学校教員養成所（広島県立西条農学校内 広島青年師範学校）
- 吉田町外六ケ村組合立高田農学校、高田郡立吉田農学校（1907年、現：広島県立吉田高等学校）
- 広島県御調郡立御調農学校（1922年、現：広島県立御調高等学校）
- 広島県立津田農学校（現：広島県立佐伯高等学校）
- 双三実践農学校（現：広島県立三次青陵高等学校）
- 広島県立上下農学校、広島県立上下農学校（現：広島県立上下高等学校）
- 広島県立神辺農学校（現：広島県立神辺高等学校）
- 広島県立西条農学校（広島県立西条農業高等学校）
- 神石郡神石農学校（1922年、現：広島県立油木高等学校）

山口県
- 山口県山口農学校、山口県立小郡農業学校（1885年。 現：山口県立山口農業高等学校、獣医科は山口獣医畜産専門学校 (旧制)、山口大学へ）
- 大津郡立大津農林学校、山口県立日置農林学校（1906年、現：山口県立大津緑洋高等学校）
- 山口県立田布施農業学校（1935年、現：山口県立田布施農工高等学校）
- 山口県立美祢農林学校（1942年、現：山口県立美祢青嶺高等学校）
- 山口県立佐波農林学校（1945年、現：山口県立防府高等学校佐波分校）

### 四国地方
徳島県
- 徳島県立小松島農学校（現：徳島県立小松島高等学校）

香川県
- 木田郡立乙種農学校（1903年、香川県立農科大学から香川大学農学部へ）

愛媛県
高知県

### 九州地方
福岡県
- 福岡県糟屋郡立農学校（1912年、福岡県立粕屋農業高等学校、福岡県立福岡魁誠高等学校）
- 福岡農学校（1880年、現：福岡県立福岡農業高等学校）
- 福岡青年師範学校
- 福岡県企救農学校、福岡県小倉農学校（1905年、福岡県小倉園芸学校、福岡県立小倉園芸高等学校、現：福岡県立小倉南高等学校）
- 福岡県郡立八女農学校、福岡県八女農学校、福岡県立八女農学校（1913年、福岡県立陽南高等学校、福岡県立八女農業高等学校）
- 福岡県行事農学校、豊津農学校、京都郡立農学校、福岡県立京都農学校（福岡県立京都農業高等学校、福岡県立豊前高等学校、福岡県立行橋高等学校）
- 福岡県遠賀郡立遠賀農学校（1911年、現：福岡県立遠賀高等学校）
- 福岡県嘉穂郡立農学校、福岡県立嘉農学校（1910年、現：福岡県立嘉穂中央高等学校）
- 三井郡三井農学校、福岡県三井農学校（1907年、現：福岡県立久留米筑水高等学校）
- 郡立実業補習学校、糸島郡立農学校、福岡県立糸島農学校、（福岡県立安貞高等学校、福岡県立糸島農業高等学校
- 福岡県朝倉郡昭和専修農学校（福岡県朝倉郡昭和家政女学校と合併 福岡県立朝倉農業高等学校）
- 朝倉郡立朝倉農学校、福岡県立朝倉農学校、福岡県朝倉農蚕学校（1906年、現：福岡県立朝羽高等学校）
- 田川郡立田川農学校 、田川郡町村立鷹羽学館、福岡県立田川農林学校（1918年、現：福岡県立東鷹高等学校）

佐賀県
- 西松浦農学校（1917年佐賀県立伊万里農林高等学校、2019年佐賀県立伊万里商業高等学校と統合され閉校し、現：佐賀県立伊万里実業高等学校）
- 神埼郡立神埼農学校、佐賀県立神埼農学校（1918年、現：佐賀県立神埼清明高等学校）

長崎県
- 長崎県立農学校（1907年、長崎県立諫早農業高等学校）
- 長崎青年師範学校
- 組合立乙種川棚農学校（1941年、長崎県立川棚高等学校）
- 長崎県立北松浦農学校（1945年、長崎県立北松農業高等学校）

熊本県
- 山鹿町外17ヶ町村組合立鹿本農学校（1914年、現：熊本県立鹿本農業高等学校）

大分県
- 大分青年師範学校（1923年）
- 大野郡立農学校 大分県農学校、大分県立農学校（1883年、現：大分県立三重農業高等学校）
- 大分県臼杵農学校
- 宇佐郡立農学校、大分県立四日市農学校（1901年、現：大分県立宇佐産業科学高等学校）
- 玖珠農学校、大分県立玖珠農学校（現：大分県立玖珠農業高等学校）
- 大分県国東農学校（現：大分県立国東農工高等学校）
- 大分県立国東農学校（現：大分県立国東高等学校）

宮崎県
- 宮崎県東諸県郡立乙種農学校、宮崎県本庄農学校、宮崎県立本庄農学校（1913年、現：宮崎県立本庄高等学校）
- 県立都城農学校高原校舎（1946年、現：宮崎県立高原高等学校）
- 西臼杵郡立農学校 宮崎県立高千穂農学校（1917年、現：宮崎県立高千穂高等学校）
- 児湯郡立高鍋農学校、宮崎県立高鍋農学校（宮崎県立高鍋高等学校農業部 現・宮崎県立高鍋農業高等学校）
- 都城農学校（現：宮崎県立都城泉ヶ丘高等学校）
- 北諸県郡立農学校、宮崎県都城農学校（1916年、現：宮崎県立都城農業高等学校）
- 飫肥農学校、郡立飫肥農学校（1900年、現：宮崎県立日南農林高等学校
- 宮崎県立富島農学校（現：宮崎県立富島高等学校）
- 東臼杵郡立農学校（1916年、現：宮崎県立門川高等学校
- 県立宮崎農学校（県立宮崎大淀高校 現：宮崎県立宮崎南高等学校）
- 宮崎県立農学校、宮崎県獣医学校（1893年、宮崎高等農林学校 現：宮崎県立宮崎農業高等学校）
- 宮崎県実業補習学校教員養成所（県立宮崎農学校校内 1922年、宮崎青年師範学校）

鹿児島県
- 鹿児島県農業講習所、鹿児島県簡易農学校、鹿児島県農学校（鹿児島県立鹿屋農業高等学校）
- 鹿児島県出水実業学校（1929年、現：鹿児島県立出水工業高等学校）
- 鹿児島県立大島農学校（鹿児島県立大島中学校、鹿児島県立大島高等学校）

沖縄県
- 沖縄県島尻農学校
- 沖縄県立農林学校（前身：国頭郡各間切島組合立農学校、沖縄県立農学校、その後、沖縄文教学校農学部  現：沖縄県立北部農林高等学校、沖縄県立中部農林高等学校）
- 沖縄県立八重山農学校、公立八重山農学校（1937年、沖縄県立八重山農林高等学校）
- 沖縄青年師範学校

### 台湾
- 東勢街二莊組合立東勢農林国民学校（台湾 台中）

### 外地
- 日本工農学校（中国 延安）